# Totsuka-juku

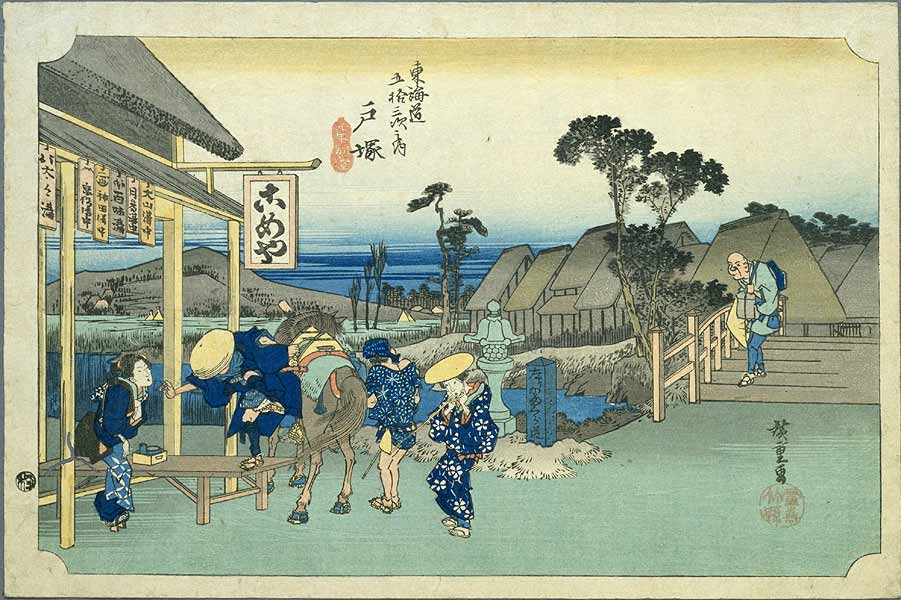
Totsuka-juku dans les années 1830, représenté par Hiroshige dans l'édition Hoeido des Cinquante-trois Stations du Tokaido.

Totsuka-juku (戸塚宿, Totsuka-juku) était la cinquième des cinquante-trois stations du Tokaido dans le Japon de l'ère Edo. Il s'agit de la station la plus à l'est dans la province de Sagami. Elle se trouve de nos jours à Totsuka-ku dans l'actuelle ville de Yokohama, préfecture de Kanagawa au Japon.

## Histoire
Comme Totsuka-juku était à une journée de voyage environ de Nihonbashi, c'était un endroit de repos très habituel pour les voyageurs au début de leur parcours et la plus grande station après Odawara-juku. La station étant importante, elle comptait deux honjin dont une appartenait à la famille Sawabe (澤辺) et l'autre à la famille Uchida (内田). Une autre raison qui explique la taille de Totsuka-juku est que la station se trouvait à l'intersection d'un Kamakura kaidō et du Atsugi kaidō. Il y a une borne de distance à Shinano-chō comme à Totsuka-chō.
Durant le Bakumatsu, quand le Commodore Matthew C. Perry arriva au port d'Uraga avec ses navires noirs, de nombreux habitants effrayés s'enfuirent à Totsuka-juku.
L'estampe classique ukiyoe d'Ando Hiroshige (édition Hoeido) de 1831-1834 montre un voyageur descendant de cheval pour entrer dans une maison de thé. En arrière-plan, un pont de bois mène par-dessus un ruisseau vers ce qui semble être un petit village.

## Senryū
Il existait un senryū nommé d'après Tostuka-juku :
佐野の馬 戸塚の坂で 二度転び
Sano no uma / Totsuka no saka de / nido korobi.
Le cheval de Sano / à la colline de Totsuka / en fait deux fois le tour.
Ce senryū est une parodie d'une histoire intitulée Hachi no ki et fait référence à la campagne autour de Totsuka-juku.